# Füzesabonyi kistérség
A Füzesabonyi kistérség egy kistérség volt Heves megyében, központja: Füzesabony. 2012. december 31-ével megszűnt, helyébe az újjáalakult Füzesabonyi járás lépett a következő évtől kezdve.

## Települései
| Aldebrő       | Besenyőtelek | Dormánd | Egerfarmos  | Füzesabony  |
| Kál           | Kápolna      | Kompolt | Mezőszemere | Mezőtárkány |
| Nagyút        | Poroszló     | Sarud   | Szihalom    | Tófalu      |
| Újlőrincfalva |              |         |             |             |

## Külső hivatkozások
Füzesabonyi kistérség